# Jim Grelle
Jim Grelle (eigentlich James Edward Grelle; * 30. September 1936 in Portland; † 13. Juni 2020) war ein US-amerikanischer Mittelstreckenläufer.
Über 1500 Meter gewann er bei den Panamerikanischen Spielen 1959 in Chicago Silber, wurde bei den Olympischen Spielen 1960 in Rom Achter und siegte bei den Panamerikanischen Spielen 1963 in São Paulo.
1960 wurde er US-Meister über 1500 Meter, 1965 sowie 1966 US-Hallenmeister im Meilenlauf und 1966 Australischer Meister über 1500 Meter. 1959 errang er für die University of Oregon den NCAA-Titel im Meilenlauf.

## Persönliche Bestzeiten
- 800 m: 1:48,4 min, 6. August 1958, Budapest
- 1500 m: 3:38,9 min, 28. Juni 1964, New Brunswick
- 1 Meile: 3:55,4 min, 15. Juni 1965, Vancouver
- 5000 m: 14:10,8 min, 30. April 1966, Walnut